# Lijst van oudste kranten ter wereld
Lijst van oudste kranten ter wereld.

## Europa
| Datum | Krant                                                  | Taal       | Plaats       | Land/Regio                                | Opmerking |
| ----- | ------------------------------------------------------ | ---------- | ------------ | ----------------------------------------- | --- |
| 1605  | Relation aller Fürnemmen und gedenckwürdigen Historien | Duits      | Straßburg    | Heilige Roomse Rijk                       | Oudste krant ter wereld |
| 1609  | Avisa Relation oder Zeitung                            | Duits      | Wolfenbüttel | Heilige Roomse Rijk                       | |
| 1610  | Naam onbekend                                          | Duits      | Basel        | Zwitserse Confederatie                    | |
| 1615  | Naam onbekend                                          | Duits      | Frankfurt    | Heilige Roomse Rijk                       | |
| 1617  | Naam onbekend                                          | Duits      | Berlijn      | Heilige Roomse Rijk                       | |
| 1618  | Courante uyt Italien, Duytslandt, &c.                  | Nederlands | Amsterdam    | Republiek der Zeven Verenigde Nederlanden | Wordt beschouwd als eerste broadsheet. Opgeheven in 1664 |
| 1619  | Tĳdinghe uyt verscheyde quartieren                     | Nederlands | Amsterdam    | Republiek der Zeven Verenigde Nederlanden | Mogelijk gelijktijdig of eerder uitgegeven dan Courante uyt Italien, Duytslandt, &c.                                                                           |
| 1619  | Arnhemse Courant                                       | Nederlands | Arnhem       | Republiek der Zeven Verenigde Nederlanden | |
| 1620  | Nieuwe Tijdinghen                                      | Nederlands | Antwerpen    | Spaanse Nederlanden                       | Vroegste publicaties dateren uit 1605. Opgeheven in 1629 |
| 1631  | La Gazette                                             | Frans      | Parijs       | Frankrijk                                 | Eerste Franstalige krant en weekmagazine in Frankrijk, bestond tussen mei 1631 en september 1915.                                                              |
| 1641  | Gazeta                                                 | Catalaans  | Barcelona    | Vorstendom Catalonië, Spanje              | Eerste krant in het Catalaans en eerste krant op het Iberisch schiereiland. Er werden slechts twee nummers uitgegeven.                                         |
| 1645  | Ordinari Post Tijdender                                | Zweeds     | Stockholm    | Zweden                                    | Oudste nog steeds uitgegeven krant ter wereld. Sinds 2007 enkel nog online.                                                                                    |
| 1656  | Weeckelycke Courante van Europa                        | Nederlands | Haarlem      | Republiek der Zeven Verenigde Nederlanden | De naam werd gewijzigd in Opregte Haerlemsche Courant in 1664. In 1942 fuseerde de krant met het Haarlems Dagblad, dat nog steeds uitgegeven wordt.            |
| 1661  | La Gazeta                                              | Spaans     | Madrid       | Spanje                                    | Tot december 2008 oudste krant die nog steeds uitgegeven werd onder de naam "Boletín Oficial del Estado". Sinds 2009 verschijnt de krant enkel nog online.     |
| 1661  | Merkuriusz Polski Ordynaryjny                          | Pools      | Krakau       | Pools-Litouws Gemenebest                  | Verhuisde in mei 1661 naar warschau, ontbonden in juli 1661.                                                                                                   |
| 1664  | Gazzetta di Mantova                                    | Italiaans  | Mantua       | Hertogdom Mantua, Heilige Roomse Rijk     | Oudste private krant ter wereld die nog steeds uitgegeven wordt.                                                                                               |
| 1665  | Oxford Gazette                                         | Engels     | Oxford       | Engeland                                  | Vanaf de 24ste uitgave werd de krant in Londen gedrukt en kreeg de naam London this is still published.                                                        |
| 1702  | Daily Courant                                          | Engels     | Londen       | Engeland                                  | Eerste dagelijkse krant. Voor het laatst uitgegeven in 1735, toen het fuseerde met de Daily Gazetteer.                                                         |
| 1702  | Vedomosti                                              | Russisch   | Moskou       | Keizerrijk Rusland                        | Verhuisde in 1711 naar Sint-Petersburg , Nam in 1728 de naam Sankt-Petersburgskie Vedomosti aan en in 1914 Petrogradskie Vedomosti. Laatst verschenen in 1917. |
| 1703  | Wiener Zeitung                                         | Duits      | Wenen        | Habsburgse monarchie                      | Wordt nog steeds uitgegeven |
| 1704  | The Review                                             | Engels     | Londen       | Engeland                                  | Opgericht door Daniel Defoe in 1704 als A Review of the Affairs of France. The Review verscheen drie keer per week tot 1713.                                   |
| 1705  | Hildesheimer Relations-Courier                         | Duits      | Hildesheim   | Duitsland                                 | Oudste nog steeds uitgegeven krant in Duitsland, wordt tegenwoordig uitgegeven Hildesheimer Allgemeine Zeitung                                                 |
| 1709  | The Tatler                                             | Engels     | Londen       | Groot-Brittannië                          | Gesticht door Richard Steele. Laatst verscheen in 1711. |
| 1709  | The Worcester Post-Man                                 | Engels     | Worcester    | Groot-Brittannië                          | Sinds 1753 uitgegeven als Berrow's Worcester Journal. No evidence for claimed publication since 1690.                                                          |
| 1710  | The Examiner                                           | Engels     | Londen       | Groot-Brittannië                          | Best known for the contributions by Jonathan Swift. Laatst verschenen in 1714.                                                                                 |
| 1711  | The Spectator                                          | Engels     | Londen       | Groot-Brittannië                          | Gesticht door Joseph Addison in 1711. Laatst verschenen in 1712.                                                                                               |
| 1719  | The Daily Post                                         | Engels     | Londen       | Groot-Brittannië                          | Gesticht door Daniel Defoe in 1719. |

## Amerika's
| Datum | Krant                   | Taal   | Plaats      | Land/Regio       | Opmerking                                           |
| ----- | ----------------------- | ------ | ----------- | ---------------- | --------------------------------------------------- |
| 1704  | The Boston News-Letter  | Engels | Boston      | Dertien Koloniën | Bestaat niet meer                                   |
| 1721  | The New-England Courant | Engels | Boston      | Dertien Koloniën | Bestaat niet meer                                   |
| 1722  | La Gaceta de México     | Spaans | Mexico-Stad | Nieuw-Spanje     | Bestaat niet meer, eerste krant van Latijns-Amerika |

## Afrika
| Datum | Krant                                                                                 | Taal               | Plaats         | Land/Regio        | Opmerking |
| ----- | ------------------------------------------------------------------------------------- | ------------------ | -------------- | ----------------- | --- |
| 1773  | Annonces, Affiches et Avis Divers pour les Colonies des Isles de France et de Bourbon | Frans              | Isle de France | Mauritius         | Werd wekelijks gepubliceerd van 13-01-1773 tot ten minste 1790                                                                       |
| 1800  | Cape Town Gazette and African Advertiser                                              | Engels, Nederlands | Kaapstad       | Brits Zuid-Afrika | Eerste krant van Zuid-Afrika. Werd wekelijks gepubliceerd door de Britse overheid in Zuid-Afrika van 16-08-1800 tot ten minste 1829. |
| 1824  | South African Commercial Advertiser                                                   | Engels, Nederlands | Kaapstad       | Brits Zuid-Afrika | Eerste private krant van Zuid-Afrika, tot 1853.                                                                                      |
| 1824  | South African Journal                                                                 | Engels             | Kaapstad       | Brits Zuid-Afrika | Tweemaandelijkse krant, enkel in 1824.                                                                                               |
| 1824  | Nederduitsche Zuid-Afrikaanse Tydschrift                                              | Nederlands         | Kaapstad       | Brits Zuid-Afrika | Tweemaandelijkse krant, partner van de South African Journal.                                                                        |
| 1824  | The South African Chronicle and Mercantile Advertiser                                 | Engels, Nederlands | Kaapstad       | Brits Zuid-Afrika | Wekelijkse krant, tot 1826. |

## Oceanië
| Datum | Krant                     | Taal   | Plaats | Land/Regio | Opmerking                                                                 |
| ----- | ------------------------- | ------ | ------ | ---------- | ------------------------------------------------------------------------- |
| 1803  | Sydney Gazette            | Engels | Sydney | Australië  | Eerste krant van Australië, werd wekelijks gepubliceerd van 1803 tot 1842 |
| 1831  | The Sydney Morning Herald | Engels | Sydney | Australië  | Oudste nog bestaande krant in Australië                                   |
| 1891  | Lloyd's List Australia    | Engels | Sydney | Australië  | Oudste nog bestaande nationale krant van Australië                        |